# Михайловка (Смоленський район)
Миха́йловка (рос. Михайловка) — село у складі Смоленського району Алтайського краю, Росія. Входить до складу Кіровської сільської ради.

## Населення
Населення — 4 особи (2010; 28 у 2002).
Національний склад (станом на 2002 рік):
- росіяни — 79 %